# Glitter (ścieżka dźwiękowa)
Glitter OST – ścieżka dźwiękowa nagrana przez Mariah Carey do filmu Glitter, w którym sama zagrała. Album został wydany 11 września 2001 przez Virgin Records. Niska sprzedaż jedynego albumu Carey wydanego przez Virgin przyczyniła się do odejścia Mariah na początku 2002 roku. Sprzedaż wyniosła zaledwie 3,5 miliona egzemplarzy na świecie.

## Opis albumu
Jako album koncepcyjny, zawierający piosenki stylizowane na lata 80. zawiera elementy piosenek dominujących w tych czasach gwiazd, jak „All My Life"
Ricka Jamesa oraz „Didn't Mean to Turn You On”, której autorami są Jimmy Jam i Terry Lewis, producenci albumu. Album zawiera też piosenki z udziałem Busta Rhymes, Mystikal, Da Brat, Ludacris, Fabolous, Ja Rule i Nate Dogg.

## Użycie utworów w filmie
1. „Loverboy”: singel umożliwiający przebicie się Billie Frank na rynku muzycznym. Najpierw dodane zostało wiele efektów dźwiękowych, ale później utwór brzmi jak na albumie.
2. „Babe We're Gonna Love Tonight”: scena w dyskotece, pierwsza wizja tańczącej Billie.
3. „Lead the Way”: Grane podczas napisów końcowych i gdy Billie pierwszy raz całuje Dice’a, jej producenta i chłopaka.
4. „If We”: Grane przed pierwszą randką Billie i Dice’a.
5. „Didn't Mean to Turn You On”: Pierwsza piosenka, którą nagrali Billie i Dice; staje się ona wielkim hitem i Billie wykonuje ją podczas USA Music Awards.
6. „Don’t Stop (Funkin’ 4 Jamaica)”: piosenka grana, podczas gdy Billie tańczy z Dicem.
7. „All My Life”: Piosenka nagrana przez fikcyjna gwiazdę popu Sylk, do której Billie jest zatrudniona, aby śpiewać w tle. Gdy producent słyszy, jak pięknie Billie śpiewa, postanawia nagrać ją i wydać pod nazwiskiem Sylk. Jednak, po występie, na którym Sylk śpiewa z playbacku Billie i dostaje pełnię możliwości na śpiewanie jej, Billie wkurza się i pokazuje Dice'owi, że to ona śpiewała piosenkę.
8. „Reflections (Care Enough)”: Piosenka o mamie Billie, przez nią napisana. Wytwórnia płytowa nie pochwaliła tej piosenki za próbę napisania 'woe is me'.
9. „Last Night a DJ Saved My Life”: grana w klubie.
10. „Want You”: Billie nagrywa ją z fikcyjnym piosenkarzem R&B- Rafaelem; staje się hitem.
11. „Never Too Far”: Piosenka, którą Billie i Dice napisali na końcu filmu odnosząc się do ich rozstania. Billie śpiewa piosenkę na koncercie w Madison Square Garden po śmierci Dice’a.
12. „Twister”: Grana, gdy Billie zostaje zabrana od matki na początku filmu.

## Opinie krytyków
Album został wydano niekrótko przed data wejścia filmu do kin, ale niestety i film i album stały się porażką, mimo otrzymania trzech gwiazdek w recenzji Roba Sheffielda z Rolling Stone. Carey przypisała małą sprzedaż albumu zbieżności daty wydania albumu i ataków terrorystycznych.
Album zadebiutował na Billboard Top Soundtracks Chart, znajdując się na szczycie przez 3 tygodnie i na 7. pozycji Billboard 200, ze sprzedażą 116 000 kopii w pierwszym tygodniu. Album znajdował się jednak w pierwszej 20. tylko przez 2 tygodnie, a na liście ogółem- tylko 12.

## Lista utworów

### CD
1. „Loverboy” (remix)  (featuring Da Brat, Ludacris, Shawnna, & Twenty II)  – 4:30
2. „Lead the Way” – 3:53
3. „If We”  (featuring Ja Rule & Nate Dogg)  - 4:20
4. „Didn't Mean to Turn You On” – 4:54
5. „Don’t Stop (Funkin’ 4 Jamaica)”  (featuring Mystikal) - 3:37
6. „All My Life” – 5:09
7. „Reflections (Care Enough)” – 3:20
8. „Last Night a DJ Saved My Life”  (featuring Busta Rhymes, Fabolous & DJ Clue) - 6:43
9. „Want You”  (featuring Eric Benét)  - 4:43
10. „Never Too Far” – 4:21
11. „Twister” – 2:26
12. „Loverboy”  (featuring Cameo)  - 3:49

### Płyta winylowa

#### Side A
1. „Loverboy” (remix)  performed by Mariah Carey, Da Brat, Ludacris, Shawnna, & Twenty II  – 4:30
2. „Last Night a DJ Saved My Life”  performed by Mariah Carey, Busta Rhymes, Fabolous, & DJ Clue - 6:43
3. „Didn't Mean to Turn You On” – 4:54
4. „Don’t Stop (Funkin’ 4 Jamaica)”  performed by Mariah Carey & Mystikal - 3:38

#### Side B
1. „If We”  performed by Mariah Carey, Ja Rule, & Nate Dogg  - 4:11
2. „All My Life” – 5:10
3. „Want You”  performed by Mariah Carey & Eric Benét  - 4:44
4. „Loverboy”  performed by Mariah Carey & Cameo  - 3:50

#### Side C
1. „Lead the Way” – 3:53
2. „Reflections (Care Enough)” – 3:21

#### Side D
1. „Never Too Far” – 4:22
2. „Twister” – 2:26

## Pozycje na listach przebojów
| Lista             | Najwyższa pozycja | Certyfikat | Sprzedaż   |
| ----------------- | ----------------- | ---------- | ---------- |
| Australia         | 13                | -          | 20,000+    |
| Austria           | 14                | -          | 5,000+     |
| Belgia            | 10                | -          | -          |
| Brazylia          | -                 | -          | 25,000+    |
| Francja           | 4                 | Złoto      | 125,000+   |
| Hiszpania         | 3                 | Złoto      | 50,000+    |
| Holandia          | 12                | -          | 20,000+    |
| Japonia           | 1                 | 2xPlatyna  | 450,000+   |
| Kanada            | 4                 | Złoto      | 50,000+    |
| Korea Południowa  | -                 | Platyna    | 100,000+   |
| Niemcy            | 7                 | -          | 50,000+    |
| Norwegia          | 11                | -          | 5,000+     |
| Nowa Zelandia     | 11                | -          | 5,000+     |
| Singapur          | -                 | 2xPlatyna  | 30,000+    |
| Szwecja           | 30                | -          | 5,000+     |
| Szwajcaria        | 10                | Złoto      | 20,000+    |
| Włochy            | 5                 | Złoto      | 50,000+    |
| Wielka Brytania   | 10                | -          | 60,000+    |
| USA Billboard 200 | 7                 | Platyna    | 1,000,000+ |
| Europa            | -                 | -          | 500,000+   |
| Świat             | -                 | -          | 3,500,000+ |